# Ахлоргідрія
Ахлоргідрія або гіпохлоргідрія, стосуються станів, коли виробництво хлоридної кислоти в шлункових секретах шлунка та інших органів травлення, відсутнє або низьке відповідно.

## Ознаки та симптоми
Незалежно від причини, ахлоргідрія може виникнути як відоме ускладнення надмірного бактеріального росту та кишкової метаплазії, а симптоми часто відповідають цим захворюванням:
- гастроезофагеальна рефлюксна хвороба[2]
- нелад у животі
- раннє насичення шлунку
- втрата ваги
- пронос
- запор
- здуття живота
- недокрів'я
- інфекція шлунка
- порушення всмоктування їжі
- рак шлунка

Оскільки кислий рН полегшує всмоктування заліза, у хворих на ахлоргідрію часто розвивається залізодефіцитна анемія.  Кисле середовище шлунка сприяє перетворенню пепсиногену на пепсин, який дуже важливий для перетравлення білка на більш дрібні складові, як от складний білок, на прості пептиди та амінокислоти всередині шлунка, які згодом поглинаються шлунково-кишковим трактом.
Надмірне зростання бактерій і нестача В12 (злоякісна анемія) можуть спричинити брак мікроелементів, що призводить до різноманітних клінічних неврологічних проявів, зокрема зміни зору, парестезії, атаксію, слабкість кінцівок, порушення ходи, порушення пам'яті, галюцинації та зміни особистості й настрою.
Підвищується ризик певних заражень, як от Vibrio vulnificus (зазвичай з морепродуктів).  Навіть без надмірного росту бактерій, низький рівень кислотності шлунка (високий рН) може призвести до нестачі поживних речовин, через зниження засвоєння основних електролітів (магнію, цинку тощо) і вітамінів (зокрема вітамін С, вітамін К і комплекс вітамінів групи В).  Такі вади можуть бути залучені до розвитку широкого спектру патологій, від досить доброякісних нервово-м'язових порушень, до небезпечних для життя захворювань.

## Причини
- Уповільнення основного обміну речовин в організмі, пов'язане з гіпотиреоїдизмом.
- Злоякісне недокрів'я, за якого відбувається вироблення антитіл проти парієтальних клітин, які зазвичай виробляють шлунковий сік.
- Застосування антацидів або препаратів, які зменшують вироблення шлункового соку (наприклад, блокатори H2-гістамінових рецепторів) або доправлення (наприклад, інгібітори протонної помпи).
- Симптом рідкісних захворювань, як от муколіпідоз (IV тип).
- Симптом інфекції Helicobacter pylori, яка нейтралізує та зменшує секрецію шлункової кислоти, щоб допомогти їй вижити в шлунку.[3]
- Симптом атрофічного гастриту або раку шлунка.
- Променева терапія із залученням шлунка.
- Процедури шунтування шлунка, як от дуоденальний перемикач і RNY, коли найбільші частини шлунка що виробляють сік, або видаляються, або закриваються.
- ВІПОми (вазоактивні кишкові пептиди) і соматостатиноми є острівцевими пухлинами підшлункової залози.
- Пелагра, викликана недостатнім рівнем нікотинової кислоти.
- Нестача хлоридів, натрію, калію, цинку та/або йоду, оскільки ці елементи потрібні для вироблення достатнього рівня шлункового соку (англ. HCl).
- Синдром Шегрена, аутоімунне захворювання, яке руйнує багато ферментів організму, що виробляють вологу.
- Хвороба Менетріє, що відзначається гіперплазією слизових клітин шлунка, що також спричинює надмірну втрату білка, та призводить до гіпоальбумінемії (проявляється болем у животі та набряком).

## Чинники ризику

### Поширеність
Ахлоргідрія присутня приблизно у 2,5 % населення віком до 60 років і приблизно у 5 % людей старше 60 років.  Захворюваність зростає приблизно до 12 % в осіб старше 80 років.  Відсутність хлоридної кислоти збільшується з віком.  Брак хлоридної кислоти, що виробляється шлунком, є однією з найпоширеніших вікових причин пошкодження травної системи.
Серед чоловіків і жінок, 27 % відчувають ахлоргідрію різного ступеня.  Для прикладу, американські дослідники виявили, що понад 30 % жінок і чоловіків старше 60 років, мають невелику кількість кислоти в шлунку.  Водночас, у 40 % жінок під час постменопаузи, відсутня базальне вироблення шлункового соку в шлунку, а 39,8 % — у жінок віком від 80 до 89 років.

### Супутні захворювання
Аутоімунні розлади, також пов'язані з похилим віком, зокрема аутоімунний гастрит, коли організм виробляє небажані антитіла та викликає запалення шлунка.  Аутоімунні розлади також, є причиною невеликого зростання бактерій у кишечнику та браку вітаміну B-12.  Вони також виявилися факторами секреції соку в шлунку.  З аутоімунними захворюваннями, часто можна впоратися за допомогою різних способів лікування;  однак мало відомо про те, як і чи впливають ці методи лікування, на ахлоргідрію.
Гормони щитоподібної залози, можуть сприяти зміні рівня хлоридної кислоти в шлунку.  Гіпотиреоз пов'язаний з більшим ризиком розвитку ахлоргідрії.

### Тривале приймання ліків або наркотиків
Тривале використання антацидних засобів, антибіотиків та інших ліків, може сприяти гіпохлоргідрії.  Інгібітори протонної помпи (ІПП) дуже часто використовуються для тимчасового полегшення таких симптомів, як гастроезофагеальний рефлюкс і пептична виразка.  Ризик зростає, оскільки ці препарати вживаються протягом тривалого проміжку часу, часто багато років, здебільшого, з порушенням настанов щодо їхнього терапевтичного використання.
Стрес також може бути пов'язаний із симптомами ахлоргідрії, зокрема постійну відрижка, запор і біль у животі.

### Розпізнавання хвороби
З практичною метою, людині з підозрою на ахлоргідрію, слід провести рН шлунка та ендоскопію.  Давніші методи обстеження, з використанням відбирання рідини зі шлунка крізь назогастральний зонд можна проводити, але ці процедури, здатні спричиняти значні незручності і є менш дієвими способами встановлення діагнозу.
Повний 24-годинний профіль секреції шлункового соку, найкраще отримати під час дослідження pH стравоходу.
Ахлоргідрія також може бути підтверджена вимірюванням надзвичайно низьких рівнів пепсиногену А (PgA) (< 17 мкг/л) у сироватці крові.  Діагноз може підтверджуватися високим рівнем гастрину в сироватці крові (> 500—1000 пг/мл).
«Проба Гейдельберга» є додатковим способом вимірювання кислотності шлунка та виявлення гіпохлоргідрії/ахлоргідрії.
Перевірка може охоплювати рівень заліза, кальцію, протромбінового часу, вітаміну B-12, вітаміну D і тіаміну.  Для відкидання підозри на недокрів'я, можна дослідити загальний аналіз крові з індексами та периферичні мазки.  Підвищення рівня фолієвої кислоти в сироватці, свідчить про надмірне зростання бактерій у тонкій кишці.  Бактеріальний фолат може всмоктуватися в кровообіг.
Після підтвердження ахлоргідрії, водневий дихальний тест, може перевірити ріст бактерій.

## Лікування
Лікування зосереджено на усуненні основної причини симптомів.
Лікування гастриту, що призводить до злоякісного недокрів'я, полягає в парентеральному введенні вітаміну B-12.  Необхідно також лікувати супутні імуноопосередковані захворювання (наприклад, інсулінозалежний цукровий діабет, аутоімунний тиреоїдит).  Однак лікування цих розладів, не має відомого здобутку при лікуванні ахлоргідрії.
Ахлоргідрія, пов'язана з інфекцією Helicobacter pylori, може відповідати на ерадикаційну терапію H. pylori, хоча відновлення секреції шлункового соку, може бути лише частковим і не завжди може повністю змінити стан.
Антимікробні засоби, зокрема метронідазол, амоксицилін/клавуланат калію, ципрофлоксацин і рифаксимін, можна використовувати для лікування надмірного росту бактерій.
Ахлоргідрію, що виникає внаслідок тривалого застосування інгібіторів протонної помпи (ІПП), можна лікувати шляхом зменшення дози або відміни ІПП.

## Прогноз
Мало що відомо про прогноз ахлоргідрії, хоча є повідомлення про підвищений ризик раку шлунка.
В оглядовій статті 2007 року зазначено, що види бактерій, відмінних від Helicobacter, можна культивувати з ахлороводородних (pH > 4,0) шлунків, тоді як нормальний рН шлунка дозволяє лише ріст видів Helicobacter.  Надмірний ріст бактерій може викликати хибнопозитивні підсумки тесту на H. pylori через зміну рН від активності уреази.
Надмірний ріст бактерій тонкої кишки, є хронічним захворюванням.  Повторне лікування може знадобитися раз на 1–6 місяців.  Розумне використання антибактеріальних препаратів тепер вимагає політики керування антимікробними препаратами для боротьби зі стійкістю до антибіотиків.